# Вісенте Еррера Селедон
Вісенте де лас Мерседес Еррера Селедон (ісп. Vicente de las Mercedes Herrera Zeledón; 20 січня 1821 — 10 листопада 1888) — костариканський політик, дев'ятий президент Коста-Рики.

## Біографія
Вивчав філософію в Університеті Санто-Томас (Сан-Хосе), а також право в Університеті Сан-Карлос (Гватемала), 1849 року здобувши ступінь доктора юридичних наук.
18 грудня 1853 року Еррера одружився з Гвадалупою Ґутьєррес Гарсією, дочкою Атанасіо Ґутьєрреса, голови Вищої судової палати Коста-Рики 1832—1833 років. Від того шлюбу народились троє дітей.
Мав консервативні погляди, був прибічником сильної католицької церкви та її панівної ролі в царині освіти. Був головою Благодійної ради Сан-Хосе, нотаріусом церковної курії та секретарем кабільдо єпархії Коста-Рики.
Впродовж деякого часу очолював кафедру іспанської та латинської граматики в Університеті Санто-Томас, звідки вийшов у відставку в березні 1845 року. Згодом він був професором канонічного права в тому ж виші та викладав публічне право, а також був членом Управління досліджень університету, 1870 року впродовж кількох місяців обіймав посаду ректора.
Серед іншого, Еррера обіймав різні державні посади, зокрема секретаря президента Хуана Рафаеля Мори Порраса під час війни проти Вільяма Вокера 1856 року, заступника губернатора провінції Сан-Хосе та повноважного посла у Гватемалі та Нікарагуа.
1852 року Ерреру обрали прокурором Верховного суду, був переобраний 1855. 17 жовтня 1856 року його обрали ректором (президентом) Суду, після чого двічі переобирали.
За першої адміністрації президента Томаса Ґвардії Еррера був членом Державної ради (13 жовтня 1870 — 24 лютого 1872), міністром внутрішніх справ (15 лютого — 21 листопада 1873 і 1 грудня 1873 — 8 травня 1876), міністром закордонних справ (6 вересня — 21 листопада 1873, 3 березня — 14 грудня 1874 і 20 травня 1875 — 8 травня 1876) і другим заступником президента (22 травня 1874 — 5 травня 1875). 10 травня 1876 року, невдовзі після початку президентського терміну Анісето Есківеля, Ерреру переобрали на посаду другого заступника голови держави, втім уже наступного дня той вийшов у відставку.

### Президентство
У результаті військового перевороту, що відбувся 30 липня 1876 року, Ерреру було проголошено «Тимчасовим президентом Республіки» з необмеженими повноваженнями, але насправді де-факто керівником держави залишався генерал Ґвардія, головнокомандувач армії та перший віцепрезидент.
За адміністрації Еррери преса зазнавала цензурування, було запроваджено інші репресивні заходи, особливо після спроби повстання в середині 1877 року. Водночас коледжу Картаго було надано субсидію та вживались інші заходи на користь розвитку системи освіти. Сфера державного управління була обмежена заходами суворої економії. 1877 року після візиту президента до провінції Гуанакасте там було засновано місто Ґвардія.

### Повалення та вигнання
11 вересня 1877 року під приводом відновлення здоров'я Еррері довелось тимчасово призначити генерала Ґвардію на посаду президента, 23 вересня останнього офіційно обрали президентом Республіки.
Згодом Ерреру заслали до Сальвадору, де 1879 року той брав участь в організації прийому політичних емігрантів з Коста-Рики, які виступали проти режиму Ґвардії. Після повернення на батьківщину Еррера Селедон залишався осторонь від політичного життя.